# Алистър Грей
Алистър Грей (на английски: Alasdair Gray) е виден шотландски художник, илюстратор, драматург, поет и писател на произведения в жанра научна фантастика.

## Биография и творчество
Алистър Грей е роден на 28 декември 1934 г. в кв. Ридри, Източен Глазгоу, Шотландия, в семейството на Алекс Грей и Ейми Флеминг. Баща му е ранен през Първата световна война и работи в завод, а майка му е продавачка. По време на Втората световна война е евакуиран в Пъртшир и в Ланкаршиър. Завършва гимназия „Уайтхил“ през 1952 г. като прекарва много време в обществената библиотека. В периода 1952-1957 г. следва в Художествената академия в Глазгоу и получава диплома по стенопис и дизайн. Преподава като учител по изкуства в Глазгоу в периода 1958-1962 г. като получава в това време през 1981 г. и диплома за преподавател от колежа „Джорданхил“. Още като студент започва да пише романа „Ланкар“.
През 1962 г. се жени за Инге Соренсен, с която имат един син. Развеждат се през 1970 г. През 1991 г. се жени за Мора Макалпин.
В периода 1961-1963 г. работи като сценичен художник в театрите, в периода 1963-1976 г. е на свободна практика като портретен художник и драматург. Първите му пиеси са излъчвани по радиото и телевизията през 1968 г. Между 1972 и 1974 г. участва в литературна група писатели, организирана от Филип Хобсбаум, която включва и Джеймс Келман, Лиз Лоххед, и др. В периода 1976-1977 г. е художник към Регионалния исторически музей на Глазгоу, а в периода 1977-1979 г. е писател-резидент в Глазгоуския университет, след което минава на свободна практика.
Първият му роман „Ланарк: Живот в четири книги“ е публикуван през 1981 г. Той е негово програмно произведение започнато през 1954 г. и завършено с издаването му. Романът е световно признат за едно от най-великите произведения на XX век. Сюжетът му представя една съвременна визия на Ада, преплитаща реалистичен и сюрреалистичен сюжет, композиция от фантазия, сатира, ерудиция и социален коментар. За романа е удостоен с литературната награда „Салтир“ и награда „Нивън“.
Автор е на повече от двадесет романа, пиеси, стихотворения и сборници от разкази.
Грей илюстрира сами книгите си. Прави много стенописи в зали, ресторанти и в метростанции в Глазгоу. През 2017 г. прави първата си самостоятелно изложба в Лондон.
През 2001 г. става заедно с Том Леонард и Джеймс Келман, преподавател към програмата за творческо писане в университетите в Глазгоу и Стратклид.
Алистър Грей умира на 29 декември 2019 г. в Глазгоу.

## Произведения

### Самостоятелни романи
- Lanark (1981) – награда „Салтир“
Ланарк: Живот в четири книги, изд.: ИК „Еднорог“, София (2002), прев. Боряна Джанабетска
- 1982 Janine (1984)
- The Fall of Kevin Walker (1985)
- Old Negatives (1989)
- Something Leather (1990)
- Poor Things (1992) – награди „Гардиън“ и „Уайтбреад“
- A History Maker (1994)
- Old Men in Love (2007)
Стари влюбени мъже: посмъртните записки на Джон Тънок, изд.: ИК „Еднорог“, София (2010), прев. Боряна Джанабетска

### Участие в общи серии с други писатели

#### Серия „Някъде“ (Elsewhere)
- Here (2012) – сборник с Тереза Бреслин, Карън Кембъл, Ане Фини, Деби Глиори, А. Л. Кенеди, Уилям Маквилвини, Али Смит, Мигел Сиджуко, Алън Уорнър и Йиюн Ли

от серията има още 3 сборника

### Пиеси
- Fleck (2008)

### Сборници
- Unlikely Stories, Mostly (1983) – награда на Литературния фестивал в Челтнъм
- Lean Tales (1985) – с Джеймс Келман и Агнес Оуенс
- Ten Tales Tall and True (1987)
- Mavis Belfrage (1996)
- Sixteen Occasional Poems (2000) – поезия
- The Ends of Our Tethers (2003)
Чашите на търпението ни: 13 меланхолични разказа, изд.: ИК „Еднорог“, София (2005), прев. Боряна Пелинен
- A Gray Play Book (2009)
- Collected Verse (2010) – поезия
- Every Short Story by Alasdair Gray 1952-2012 (2012)

### Документални
- Why Scots Should Rule Scotland (1992)
- How We Should Rule Ourselves (2005)
- A Life In Pictures (2010) – награда „Салтир“
- Of Me & Others (2014)
- Independence (2014)

### Екранизации
- 1968 Theatre 625 – ТВ сериал, 1 епизод
- 1973 Full House – ТВ сериал, 1 епизод, по разказа „The Man Who Knew About Electricity“
- 1977 Here I Stand – ТВ сериал, 1 епизод
- 1998 The Star – късометражен ТВ филм
- 2023 Клети създания, Poor Things

## Книги за Алистър Грей
- Alasdair Gray (2001) – от Фил Мурс
- Alasdair Gray (2008) by Родж Глас